# Pável Korin
Pável Dmítrievich Korin (en ruso: Па́вел Дми́триевич Ко́рин, 8 de julio de 1892- 22 de noviembre de 1967) fue un pintor ruso y restaurador de arte. Se hizo famoso por su trabajo preparatorio sobre la serie Despedida de Rus.

## Biografía
Pável Korin nació en la localidad de Pálej en la familia de un pintor de iconos, Dmitri Nikoláievich Korin. En 1897, cuando Pável tenía sólo cinco años, su padre falleció. Entre 1903 y 1907, estudió en el Colegio de Pintura Iconográfica en Pálej obteniendo un certificado como profesional en pintura de iconos. En 1908, se marchó a Moscú y hasta 1911 trabajó en una tienda de iconos del Monasterio de Donskói.
En 1911, trabajó como aprendiz de Mijaíl Nésterov en el fresco de la Iglesia de la Protección de la Madre de Dios en el convento de Marta y María (Marfo-Mariinsky) en la calle Bolshaya Ordynka de Moscú. Nésterov insistió en que Korin tuviese una educación formal en pintura sobre caballete y favoreció su ingreso en la Escuela de Pintura, Escultura y Arquitectura de Moscú en 1912. Pável se graduó en 1916, habiendo sido alumno de Konstantín Korovin y de Leonid Pasternak.
En 1916, trabajó en los frescos del mausoleo de la Gran Duquesa Isabel Fiódorovna Románova en la iglesia de la Protección de la Madre de Dios en el Convento de Santa Marta y Santa María de Moscú. Según los deseos de la Gran Duquesa, él viajó a Yaroslavl y Rostov para estudiar los frescos tradicionales de las antiguas iglesias rusas.
En febrero de 1917, comenzó a trabajar en el estudio de la calle Arbat en Moscú donde trabajó hasta 1934. 
Entre 1918 y 1919, se dedicó a la enseñanza en el Segundo Estudio de Artes Estatales (2-ые ГСХМ). Entre 1919 y 1920, trabajó en el Teatro Anatómico de la Universidad Estatal de Moscú, se veía a sí mismo como un pintor que necesitaba profundizar en el conocimiento de la anatomía humana. Durante las tardes se dedicaba a copiar pinturas y esculturas del Museo Pushkin.
En 1923 viajó al norte de Rusia y visitó Vólogda, Stáraya Ládoga, Monasterio de Ferapóntov, Nóvgorod. Entre 1926 y 1931, trabajó como profesor de pintura para aprendices en el Museo de Bellas Artes.
En 1926, el Convento de Santa Marta y Santa María de Moscú fue cerrado por los soviéticos y todas las obras de arte que había allí iban a ser destruidas. Pável y su hermano Aleksandr se llevaron de contrabando y lograron salvar las pinturas del iconostasio y muchos de los frescos. El 7 de marzo de ese año, se casó con Praskovya Tíjonovna Petrova, una discípula del convento de Marta y María.
En 1927, la acuarela de Korin titulada Estudio de Artista y su óleo Mi madre patria fueron comprados por la Galería Tretiakov, obteniendo el reconocimiento de los Sóviets.
En 1931, el estudio de Korin fue visitado por Máximo Gorki, el cual le ofreció su apoyo. En 1932, Korin siguió a Gorki a Sorrento, pintando un retrato del escritor, y visitó Italia y Alemania.
En 1931, Korin comenzó a trabajar como Jefe de Conservación y Restauración con sede en el Museo Pushkin (antiguo Museo de Bellas Artes y más tarde Museo Pushkin). Estuvo en este puesto hasta 1959. Después de esto, detentó el puesto de Director de la Oficina Central Estatal de Restauración (ГЦРХМ) hasta su fallecimiento. Como uno de los restauradores rusos con más experiencia de su tiempo, contribuyó enormemente a salvar y restaurar pinturas famosas.
En 1933, Korin se trasladó al estudio de la calle Málaya Pirogovka en Moscú donde trabajó hasta su fallecimiento. Ahora el edificio es el museo Korin.
En los años 1940, pintó numerosos retratos de miembros de la intelligentsia soviética (incluyendo a Leonid Leonídov, Mijaíl Nésterov, Alekséi Tolstói, Vasili Kachálov y Nadezhda Peshkova (nuera de Gorki)). Pintó el fresco "Camino al futuro" en el Palacio de los Sóviets en el Kremlin de Moscú y un Tríptico dedicado a Alejandro Nevski.
En la década de 1950, Korin trabajó en los mosaicos del Metro de Moscú. Sus mosaicos decoraron las estaciones de Komsomólskaya-Koltsevaya, Arbátskaya (Línea Arbatsko-Pokróvskaya) y Novoslobódskaya, y el salón de actos (Актовый Зал) de la Universidad Estatal de Moscú. También ganó una impresionante serie de premios soviéticos durante las décadas de 1950 y 1960: 
- Premio Estatal de la URSS (Premio Stalin) - 1954 por los mosaicos de la estación Komsomólskaya-Koltsevaya,
- Premio Lenin - 1963 por los retratos de Martirós Sarián, retrato de grupo de los dibujantes Kukryniksy y el pintor italiano Renato Guttuso
- Miembro de la Academia Imperial de las Artes - desde 1958
- Medalla de Oro en la Exposición Universal de Bruselas - 1958 por el retrato de Martirós Sarián,
- Artista del pueblo de la RSFS de Rusia 1958
- Artista del pueblo de la URSS - 1962
- Orden de Lenin - 1967

Pável Korin falleció en Moscú el 22 de noviembre de 1967 y fue enterrado en el Cementerio Novodévichi.